# Julian Budden
Julian Medforth Budden est un écrivain spécialiste d'opéra, musicologue, producteur et animateur de radio britannique né le 9 avril 1924 à Hoylake au Royaume-Uni et mort le 28 février 2007 à Florence en Italie. Il est particulièrement connu pour la biographie de Giuseppe Verdi, les trois volumes sur les opéras du compositeur et pour l'ouvrage consacré à Giacomo Puccini et ses opéras. Il est également l'auteur de nombreuses entrées dans le Grove Dictionary of Music and Musicians.

## Biographie
Ses parents sont Lionel Bailey Budden, professeur d'architecture à l'université de Liverpool et Maud Budden (née Dora Magdalene Fraser), poétesse, écrivain et journaliste, qui, de 1938 à 1964, fut l'auteur du texte en vers accompagnant la bande dessinée Curly Wee and Gussie Goose publiée dans les journaux du monde entier. Aucun de ses deux parents n'est particulièrement musicien et ils ne s'intéressent pas à la petite salle d'opéra locale. L'attrait de Julian Budden pour l'opéra se révèle à l'école, lorsqu'une compagnie en tournée vint jouer Les Noces de Figaro avec un accompagnement au piano et des récitatifs parlés.
Il fréquente école de Stowe (en) et lit les classiques au Queen's College d'Oxford,. La guerre interrompt ses études. Il travaille dans la Friends' Ambulance Unit de 1943 à 1946, servant en Autriche et en Italie. Il complète son Bachelor of Arts n 1948 et étudie le piano avec Thornton Lofthouse et le basson avec Archie Camden (en) au Royal College of Music.
De 1951 jusqu'en 1983, il travaille pour la BBC, progressant depuis des postes subalternes jusqu'à celui de producteur puis Chief Producer of Opera (1970–76) et External Services Music Organizer (1976–83). Cette période voit la production de nombreuses œuvres peu connues et d'importantes recréations comme les versions originales de Macbeth, La forza del destino et Simone Boccanegra et la version française complète de Don Carlos. Il produit également des programmes pour les autres. Il est très méticuleux dans l'examen des scripts et encourage les contributions.
Parallèlement, il poursuit une carrière d'écrivain débutée avec la publication de la BBC The Listener (en). Puis vient son étude majeure de Giuseppe Verdi, trois volumes consacrés aux opéras du compositeur, publiés en 1973, 1978 et 1981 et une biographie en un volume en 1982, fondée sur « la recherche archivistique patiente, la pratique musicale, le sens de l'histoire et de profondes afinités culturelles ». Chaque opéra est couvert par une présentation détaillée du contexte littéraire, du processus compositionnel, et de la musique au sein du drame. Ses livres sont « exempts d'obscures analyses techniques et de tout jargon déconstructioniste ». Son style d'écriture est « généreux avec les érudits... généreux avec ses lecteurs. [Sa prose est] pleine d'esprit et détendue ». Budden est considéré comme une personne clé pour la connaissance de Verdi durant la seconde moitié du vingtième siècle. Il est également l'auteur d'un ouvrage en un volume sur Giacomo Puccini et ses opéras en 2002 et de nombreuses entrées dans le Grove Dictionary of Music and Musicians. 
Après son départ de la BBC, il s'installe à Londres et Florence (il parle couramment l'italien) où il est un correspondant régulier du magazine britannique Opera. Il fait partie de l'Istituto nazionale di studi verdiani à Parme et est président du Centro di studi Giacomo Puccini de Lucques jusqu'à sa mort.
Julian Budden est nommé membre de la British Academy en 1987 et promu officier de l'ordre de l'Empire britannique pour services rendus à l'opéra en 1991.

## Publications
Verdi
- (en) Verdi, New York, Oxford University Press, coll. « The master musicians », 2016, 3e éd., 412 p. (ISBN 978-0-19-027398-9 et 0-19-027398-4, BNF 45080553, lire en ligne)Premières éditions : New York, Weidenfeld & Nicolson, 1986  (ISBN 0-460-02472-8), Oxford, Oxford University Press, 1992  (ISBN 0-460-86111-5) 
Comprend : Part I. The life. Early life at Busseto ; Success and failure in Milan ; The journeyman ; Florence, London and Paris ; Return to Busseto ; Viva V.E.R.D.I. ; The new order ; The dark decade ; Indian summer ; The last years ; Verdi as man and artist ; Part II. The music. The background ; From Oberto to Emani. Oberto, Conte di San Bonifacio, Un giorno di regno, Nabucco, I Lombardi alla prima crociata, Emani ; The prison years. I due Foscari, Giovanna d'Arco, Alzira, Attila, Macbeth, I masnadieri, Jérusalem, Il corsaro, La battaglia di Legnano, Luisa Miller ; The high noon. Stiffelio, Rigoletto, Il trovatore, La traviata ; Towards grand opera. Les vêpres siciliennes, Simon Boccanegra, Aroldo, Un ballo in maschera, La forza del destino, Don Carlos, Aida ; The final masterpieces. Otello, Falstaff ; Miscellaneous operatic compositions ; Chamber compositions ; Choral and religious works ; Appendices. Calendar ; List of works ; Personalia ; Select bibliography ; Glossary of nineteenth-century operatic terms.
- (it) Verdi  (préf. Gabriella Biagi Ravenni), Pise, Cagliari, Della Porta Editori, coll. « Vite », 2013, 255 p. (ISBN 978-88-96209-11-0)

Les opéras de Verdi
- 1
  - (en) The Operas of Verdi. I. From Oberto to Rigoletto, Londres, Cassel, 1973, 524 p. (ISBN 0-304-93756-8, BNF 35134378)
  - (en) The Operas of Verdi : Volume 1 : From Oberto to Rigoletto, vol. 1, New York, Oxford University Press, 1983, 3e éd., 538 p. (ISBN 0-19-816261-8)
  - (it) Le Opere di Verdi. 1. Da Oberto a Rigoletto, Turin, EDT-Musica, coll. « Biblioteca di cultura musicale. Autori e opere », 1985, 600 p. (ISBN 88-7063-038-2, BNF 36955366, lire en ligne)
- 2
  - (en) The Operas of Verdi : 2. From Il Trovatore to La Forza del destino, vol. 2, New York, Oxford University Press, 1979, 3e éd., 532 p. (ISBN 0-19-520068-3, BNF 42882903)
  - (en) The Operas of Verdi, vol. 2, Londres, Cassell, 1984, 3e éd., 542 p. (ISBN 0-19-816262-6)
  - (it) Le opere di Verdi : 2. Dal Trovatore alla Forza del destino, Turin, EDT musica, coll. « Biblioteca di cultura musicale. Autori e opere », 1986, 601 p. (ISBN 88-7063-042-0, BNF 36954462, lire en ligne)
- 3
  - (en) The Operas of Verdi : 3, From Don Carlos to Falstaff, Londres, Cassell, 1981, 546 p. (ISBN 0-304-30740-8, BNF 42882904)
  - (en) The Operas of Verdi : Volume 3 : From Don Carlos to Falstaff, vol. 3, New York, Oxford University Press, 1983, 3e éd., 546 p. (ISBN 0-19-816263-4)
  - (it) Le Opere di Verdi : 3, Da Don Carlos a Falstaff, Turin, EDT/Musica, coll. « Biblioteca di cultura musicale. Autori e opere », 1988, 629 p. (ISBN 88-7063-058-7, BNF 42882906, lire en ligne)

Puccini
- (en) Puccini : his life and works, New York, Oxford University press, coll. « The master musicians », 2003, 4e éd., 527 p. (ISBN 0-19-816468-8, BNF 38980137, lire en ligne)
- (it) Puccini  (trad. Gabriella Biagi Ravenni), Rome, Carocci, 2009, 3e éd., 575 p. (ISBN 978-88-430-4398-9)

Autres
- The New Grove Masters of Italian Opera (with others), New York, W.W. Norton, 1981  (ISBN 0-333-35383-8)
- Encounters with Verdi (with Marcello Conati and Richard Stokes), Cornell University Press, 1997  (ISBN 0-8014-9430-3)